# 우롱 레코드
우롱 레코드(OORONG RECORDS)는 에이벡스의 음반 레이블이다.

## 개요
2007년 5월, 연예기획사로 운영을 계속해온 우롱샤의 자사 레이블로서 설립. 같은 해 8월에 레이블 제1탄 음악가인 필하모유니크가 데뷔한다.
설립 시에는 에이벡스에 판매를 위탁하는 인디 레이블로 운영됐지만, 2008년 11월 6일에 에이벡스 엔터테인먼트와 함께 음악가 경영 · 관리, 음악 · 영상 제작, 홍보 및 신인 개발 등을 주된 업무로 하는 유한 책임 사업 조합(LLP)의 공동 설립 계약을 체결한 것을 발표해, 2009년 1월 7일 레미오로멘의 《유메노 쓰보미》 발매 이후 에이벡스 산하의 레이블 중 하나로 운영하게 됐다.

## 소속 음악가
- 마이 리틀 러버
- 레미오로멘